# If You Can Afford Me
"If You Can Afford Me" é uma canção pop e pop-rock da cantora e compositora estadunidense Katy Perry, para seu primeiro álbum de estúdio de música pop, One of the Boys. Foi composta por Katy Perry, Dave Katz, Sam Hollander, sendo produzida por S*A*M e Sluggo. Liricamente, a canção fala sobre Katy dizendo a seu amante em potencial que ela vale mais do que ele pensa que ela é, e não apenas alguém que ele pode jogar fora quando ele for conveniente. Os vocais da cantora são acompanhados por guitarra.

## Recepção da crítica
A canção recebeu críticas mistas. Sal Cinquemani, crítico da revista Slant Magazine, comparou a canção com Material Girl de Madonna, escrevendo que "notamos a ironia entre estrofes: "I don't need your dollar bills/I just want something real" , mas é aí que a semelhança se limita à música da Madonna". Neil McCormick do Telegraph.co.uk chamou de "pura melodrama, quase um resultado leve de High School Musical." A NME disse que a canção brilha por não falar do glamour e que lembra a essencia assexuada de "Bills, Bills, Bills", das Destiny's Child.

## Desempenho nas paradas musicais

### Paradas musicais
| Parada                | Maior posição |
| --------------------- | ------------- |
| Nova Zelândia (RIANZ) | 28            |